# Tour de Romandía 1969
La 23.ª edición del Tour de Romandía se disputó del 7 de mayo al 10 de mayo de 1969 con un recorrido de 807 km dividido en 6 etapas, con inicio en Ginebra y final en Porrentruy.
El vencedor fue el italiano Felice Gimondi, corredor que ya era ganador de las 3 Grandes Vueltas, cubriendo la prueba a una velocidad media de 35,1 km/h.

## Etapas[1]
| Etapa | Recorrido                    | Km  | Ganador          |
| 1.ªa  | Ginebra                      | 5   | Ugo Colombo      |
| 1.ªb  | Ginebra-Ovronnaz             | 180 | Ugo Colombo      |
| 2.ª   | Leytron-Friburgo             | 218 | Vittorio Adorni  |
| 3.ªa  | Friburgo-La Chaux de Fonds   | 124 | André Dierickx   |
| 3.ªb  | La Chaux de Fonds            | 33  | Vittorio Adorni  |
| 4.ª   | La Chaux de Fonds-Porrentruy | 247 | Michele Dancelli |

## Clasificaciones
Así quedaron los diez primeros de la clasificación general de la segunda edición del Tour de Romandía
| \| 1. \| Felice Gimondi \| Italia \| 22h52'37" \| \| \| 2. \| Vittorio Adorni \| Italia \| + 11" \| \| \| 3. \| Antoon Houbrechts \| Bélgica \| + 12" \| \| \| 4. \| Ugo Colombo \| Italia \| + 36" \| \| \| 5. \| Raymond Delisle \| Francia \| + 2'35" \| \| \| 6. \| Bernard Vifian \| Bélgica \| + 2'54" \| \| \| 7. \| Edy Schutz \| Luxemburgo \| + 3'22" \| \| \| 8. \| Giuseppe Fezzardi \| Italia \| + 3'25" \| \| \| 9. \| Louis Pfenninger \| Suiza \| + 3'50" \| \| \| 10. \| Michele Dancelli \| Italia \| + 4'33" \| \| |                   |            |           |  |
| 1. | Felice Gimondi    | Italia     | 22h52'37" |  |
| 2. | Vittorio Adorni   | Italia     | + 11"     |  |
| 3. | Antoon Houbrechts | Bélgica    | + 12"     |  |
| 4. | Ugo Colombo       | Italia     | + 36"     |  |
| 5. | Raymond Delisle   | Francia    | + 2'35"   |  |
| 6. | Bernard Vifian    | Bélgica    | + 2'54"   |  |
| 7. | Edy Schutz        | Luxemburgo | + 3'22"   |  |
| 8. | Giuseppe Fezzardi | Italia     | + 3'25"   |  |
| 9. | Louis Pfenninger  | Suiza      | + 3'50"   |  |
| 10. | Michele Dancelli  | Italia     | + 4'33"   |  |